# Korrin Wild
Korrin Wild (22 luglio 1992) è una pallavolista statunitense.
Gioca nel ruolo di schiacciatrice nel Vannes Volley-Ball.

## Carriera
La carriera di Korrin Wild inizia a livello scolastico, quando entra a far parte della squadra della Sanger High School. In seguito gioca anche a livello universitario, difendendo i colori della California State University, Fresno nella Division I NCAA, partecipando al torneo dal 2010 al 2013.
Nella stagione 2014-15 inizia la carriera professionistica trasferendosi in Francia, dove prende parte col Vannes Volley-Ball alla Ligue A.